# 威爾斯人
威爾斯人（威爾斯語: Cymro；Cymraes；Cymru；Cymry cymraeg）是英國的民族之一，聚居在不列顛島的威爾斯半島。使用威爾斯語，屬於印歐語系凱爾特語族。威爾斯人由在西元初年就住在當地的金姆里人和不列顛人形成﹐二者均為來自歐洲大陸的克爾特部落群。公元5～6世紀盎格魯人、撒克遜人等日耳曼部落民族來到後，威爾斯人被排擠到從維河到底河一線，在與盎格魯─撒克遜人的鬥爭中後逐漸聯合，於10世紀中葉至11世紀一度建立統一國家。13世紀起為盎格魯─撒克遜人所征服。征服者在威爾斯推行英格蘭化，威爾斯人為維護本民族的語言文化進行了鬥爭，於16世紀伊麗莎白女王時期，贏得了將《聖經》譯成威爾斯文的權利，對保存和發展威爾斯語文起了重要作用。但隨著資本主義的發展，威爾斯與英格蘭共同經濟市場的形成，威爾斯人英格蘭化的趨勢仍不斷加強。英國工業革命以來，威爾斯南部由於是重要的煤礦和冶金中心，英格蘭化程度最深。北部居民多從事農業﹑畜牧業﹔南部居民多在礦山和工廠工作。

## 民族分佈、人口與語言
由威爾斯政府委託的威爾斯姓氏地理的分析發現，有71.8萬人（即威爾斯人口的近35％）擁有威爾斯人的家庭姓氏，而英國其他地區則為5.3％，其中4.7％在紐西蘭，4.1％在澳洲，3.8％在美國，估計這些國家擁有部分威爾斯血統的人口至少有1630萬人。 超過30萬威爾斯人住在倫敦。
| 年分 | 威爾斯人口 |
| ---- | ---------- |
| 1536 | 278,000    |
| 1620 | 360,000    |
| 1770 | 500,000    |
| 1801 | 587,000    |
| 1851 | 1,163,000  |
| 1911 | 2,421,000  |
| 1921 | 2,656,000  |
| 1939 | 2,487,000  |
| 1961 | 2,644,000  |
| 1991 | 2,644,000  |
| 2011 | 3,063,456  |

## 地理環境

威爾士地圖

威爾斯是一個地形多山的國家，也是英國的構成國家之一。威爾斯位於大不列顛島中南部的西側，北部臨愛爾蘭海，南部則臨布里斯托爾海峽。威爾斯東部和英格蘭接壤，西部則臨大西洋、聖喬治海峽和愛爾蘭海。威爾斯國土的南北跨度是約274公里，東西最窄處則長約97公里。威爾斯的國土面積是2077平方公里，海岸線長1200公里。威爾斯沿岸有數個離島，其中最大的是安格爾西島。加迪夫是威爾斯的首都，也是威爾斯最大的都市。加迪夫位於威爾斯東南部，形成了一個大都市區，其人口有1,097,000人，並且包括了其東部的紐波特，威爾斯的第二大都市則是斯旺西，同樣位於南威爾斯但比加迪夫偏西。威爾斯的土地面積中，3%是耕地；73%是草地；1%是其他農業用地；13%是森林；10%是都市用地。威爾斯管轄有22個單一管理區。威爾斯的大多數人口和工業都集中在南威爾斯。

## 歷史沿革

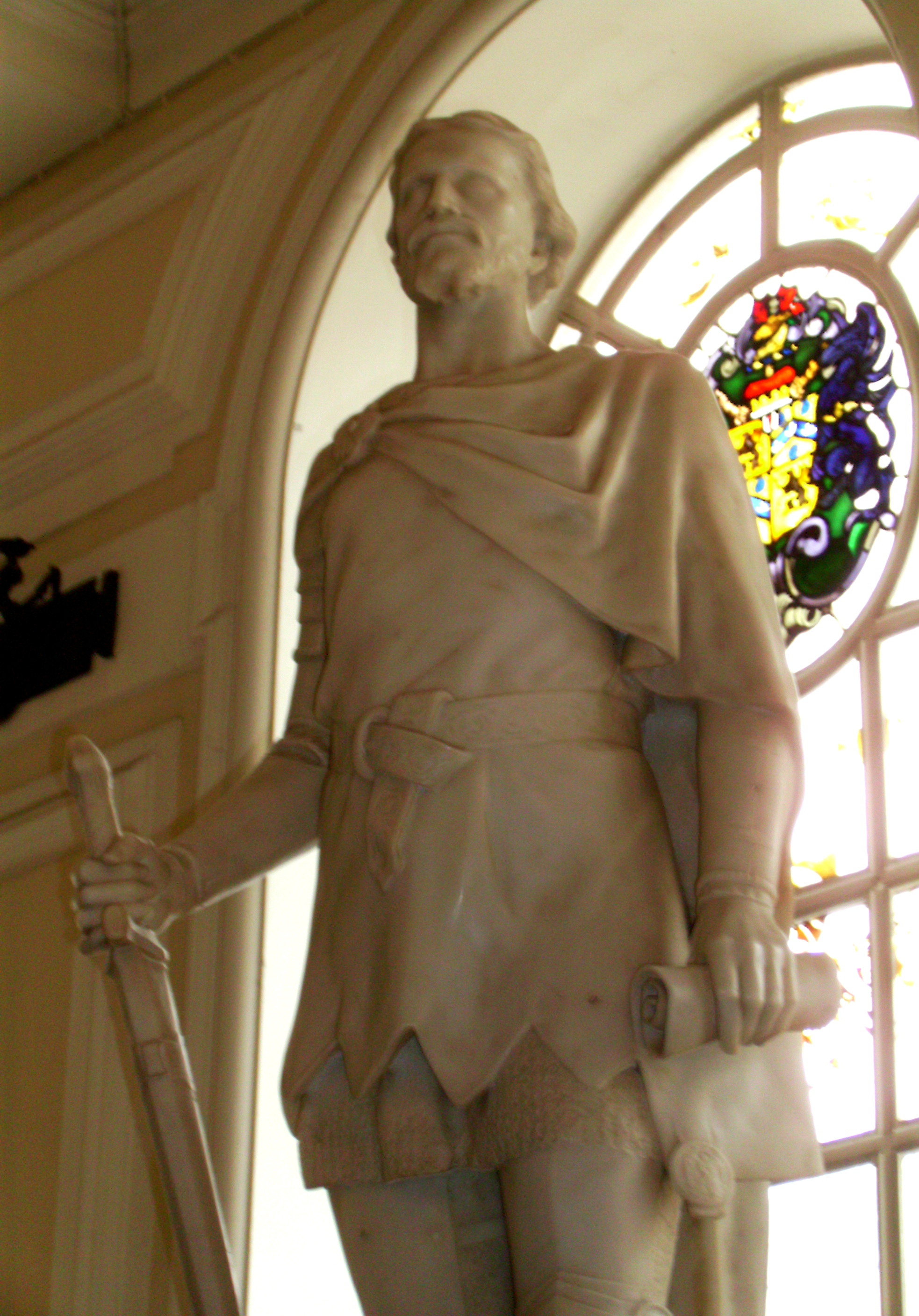
歐文·格林杜爾的雕塑像, 是最後一位擁有威爾斯王子稱號的威爾斯人

在羅馬征服時期時，威爾斯本土有幾個部落，分別是奧陶維斯人、德梅泰人、希留莉雅人和得西安格利人的部落。這些原本就居住在威爾斯本土的民族現在並沒有從其餘英國南部的人民中被區分出來，他們被統稱為凱爾特布立吞人，並講古布立吞語，屬凱爾特語族。凱爾特語和其文化似乎在鐵器時代就已傳到了英國，雖然有一些考古學家認為，沒有證據表明有大規模的人在鐵器時代遷入英國。也有人聲稱印歐語言可能早在新石器時代早期（甚至更早）就被引入了不列顛群島，且蓋爾亞支和布立吞亞支語已有本土化現象。遺傳證據顯示，凱爾特語在英國的變化可能發生了文化轉變，但不是透過遷移產生改變。
一些目前的遺傳研究支持這樣的觀點：居住在不列顛群島的人們可能主要來自歐洲舊石器時代的土著（舊石器時代的獵人採集者）人口（約80％）和新石器時代農民人口的輸入(約20％）。舊石器時代的歐洲人似乎都是同一個種族的，可能是由於發生在伊比利半島的種群瓶頸（或接近滅絕事件），在那時從冰期中倖存下來的少數人，在中石器時代擴張到歐洲。新石器時代的外來者被基因證據視為一個漸變群，最強的新石器時代代表在歐洲東部；最強的舊石器時代代表在歐洲西部。現今的威爾斯人大多認為自己是現代的凱爾特人，聲稱自己是鐵器時代部落的遺民，根據現代遺傳分析研究，他們似乎擁有舊石器時代和新石器時代的土著的血統。當羅馬軍隊在西元四百年左右離開英國時，羅馬與英國文化的結合依然存在於羅馬人定居的地區，而古羅馬文化則是存在於其他地區。
在最近出版的兩本書中，布萊恩·賽克斯的Blood of the isles和史蒂芬·奧本海默的The origins of the british，兩位作者皆表示，根據遺傳證據，大多數威爾斯人，及大多數的英國人，皆源自伊比利半島，而他們在中石器時代和新石器時代不同的遷徙結果，也為現今不列顛群島的人口奠定了基礎，表明了大西洋歐洲人口之間的關係。根據史蒂芬·奧本海默的著作，他表示北威爾斯的蘭蓋夫尼有96％的譜系來自伊比利半島。而研究Y染色體的遺傳證據表明，威爾斯人及愛爾蘭人與西班牙北部和西南法國的巴斯克人有相同的血統，儘管威爾斯人認為他們是源自新石器時代的人口遷移而非與愛爾蘭人和巴斯克人有相同血緣。
倫敦大學學院（UCL）的遺傳學博士表示，威爾斯人是在五世紀羅馬撤離之後被盎格魯撒克遜人推翻的凱爾特人的後裔。2001年，英國廣播公司對維京人的一個研究計畫顯示，凱爾特人和巴斯克人之間的聯繫可能已存在數千年。倫敦大學學院的研究表明，在盎格魯撒克遜時代有大規模的移民現象。
諾曼征服英格蘭之後，有許多人移民至威爾斯，許多諾曼人鼓勵移民到他們的新土地;今天仍然可以看出，劃分彭布羅克郡 的“使用英語”或“使用威爾斯語” 的界線。

## 社會、家庭與婚姻

### 社會
威爾斯由倫敦的白廳管轄。自1964年以來，當威爾斯事務大臣的職位成立後，威爾斯的行政自主權增加。英國政黨表示，雖然工黨的勢力在工業南部是最壯大的，但威爾斯黨及其他分裂團體仍然有發聲的地位。

#### 社會組織
威爾斯比起英國較無階級意識。1536年聯合法案，當局在倫敦施行中央集權後，貴族漸行漸遠，而威爾斯日益成為小農的聚集地，圈地的行為在威爾斯從未出現。大方向的自由主義工人階級和平等的中產階級已經出現在工業南部。

#### 政治組織
1974年威爾士的內部政治組織進行了簡化，而蒙茅斯郡，現在的格溫特，被劃分到威爾斯。在北部人口稀少的縣和中央高地被合併，而格拉摩根被分成三個新的縣。八個縣被分成37個區，而卡地夫被保留作為威爾斯的首都。每個縣跟行政區域都有自己的民選議會。

### 婚姻
傳統上，婚姻代表著威爾斯男性變為獨立和成年的重要轉變。這結束了他們對父母的經濟責任。在這個時候，父母會給他們農場、農具及牲畜。他們希望盡可能地在當地社區內結婚。威爾斯男性平時在他們二十多歲或三十出頭結婚，而威爾斯女性則是在二十多歲中期或晚期結婚。單身漢的比例是比較高的，因為求愛往往是非常漫長的。現今，每個家庭的兒童人數一般為一至三個。

### 親屬關係
威爾斯的親屬關係是雙系繼嗣。在一組家庭中一等親（父母、兄弟姐妹和子女）的關係是最重要的。二等親（祖父母、叔伯、姑姨、堂、表兄弟姐妹、侄子、孫子）與三等親（祖父母、表兄妹、侄子、侄女的小孩的兄弟姐妹）是一樣重要的。血親和姻親關係在追蹤一個人與社區的關係中跟表達社會共識、互惠義務是很重要的。理想情況下，人們應該保持忠誠; 否則，他們會有與社會隔離的風險。家系之間的聯繫往往綁定在一起，變成一個更大的群體，這構成了地方認同的基礎。在130-150年前老年人可以追蹤每個人之間的相互關係。此親屬關係制度也影響了宗教團體、政治面貌、婚姻和一般的社會互動。近親通婚是罕見的。在一個家庭中的長子通常以祖父的名字命名，第二個兒子以父親的名字命名，第一個和第二個女兒以祖母的名字命名。

### 家庭型態
基本單位是核心家庭，其中包括無論是夫妻或父母與子女的。在後一種情況下，往往包括作為無償農場工人的未婚成年男性，寡婦或鰥夫放棄了耕作後，傳統上喜歡與已婚的女兒一起住。在大多數情況下，最小的兒子會繼承父母的農場。

#### 繼承制度
從中世紀開始到現在每個孩子都會得到他/她的繼承份額。比較年長的孩子通常會在他們結婚的時候收到購置的土地、家具和其他物品， 而大多數威爾斯人所選擇的繼承人，往往是最小的兒子，他們會繼承父母的土地。孩子的性別、對城市的作為、以及其他情況可以影響這些遺傳制度。

## 產業與生活
自1830年代後，威爾斯經濟發展為在農村高地和南部工業區之間的分叉模式。在高地(威爾斯的中心地帶)及北方，自給自足的農業，酪農業和放牧業的生活方式捲入了更大的區域和國家的經濟網絡。農產品包括了小麥、大麥、燕麥、奶製品、牛肉、和羊肉。馬鈴薯、家禽、蔬菜和水果對家庭使用和當地市場來說非常重要。而現今市場中這些作物大部分由英國生產商提供。除了大多數乳製品的生產和銷售都在當地進行。
從1830年代開始，威爾斯產業日益轉向煤炭開採、鋼鐵生產和鍍錫產業，在工業南部盛行。自1950年以來，這些工業銳減，並被輕工業，塑料、化學品和電子設備製造業所取代。而最近的深水油港、煉油廠和石化產業在米爾福德港的發展是一個重大變化。板岩開採在北方依然是重要的產業。

### 勞動分工
在農村地區的婦女傳統上負責食品生產、酪農業生產，以及牛和家禽的照顧，而男性則在田間，牧場，和樹籬做較費力的工作。 農民們的合作、農業機械和農場工人的交流是必不可少的。隨著酪農業和家禽飼養的商業化，婦女的勞動負擔有所增加。現代的機器結束了勞動力交流，昂貴的機器由農民們共同購買。

## 宗教與文化

### 宗教
在1536年，英國國教成為威爾斯官方的宗教。在十九世紀初，大多數威爾斯人是新教徒：有加爾文主義者、公理會、浸信會、長老會、一神論者等等。在1914年，英國國教會被宣布不再是威爾斯的官方教會。

### 禮拜與相關節日
最重要的是週日和夜晚的祈禱，另外還有聖誕節前夕及早上、除夕、棕枝主日、復活節、慶祝豐收的節日。聖大衛日（3月1日）已日益成為關係到民族意識的世俗節日，而大衛是威爾斯的守護神。

### 生死觀及葬禮
當家族成員舉行葬禮時，整個家族會聚集在一起，表現了家庭的團結。每個地方的家庭將會有一個代表參加葬禮和死者家屬事後舉辦的宴席，在過去，會仔細記錄誰有來或沒來，在一些地區，葬禮留言簿名單會被公佈在當地報紙上。死後靈魂會去天堂或地獄的觀念是威爾斯普遍新教徒的信仰。

### 愛勺
從前，在威爾斯，男性要得到心儀女子的好感，必須獻上做工精緻的勺子。這種勺因此被稱為愛勺，在很久以前，愛勺的做工好壞直接關係到能否娶到心上人以及能否贏得丈母娘的好感。愛勺早在16世紀就在威爾斯廣為流行了。當時，還沒有電燈，長夜裡百無聊賴的小伙子們通過在木頭上雕刻勺子，來表達對心上人的思念之情。今日，愛勺已經成了威爾斯文化的一個組成部分，它也是歐洲最古老、今天仍具有鮮活生命力的木文化遺產。向心愛的人送愛勺的習俗盛行了好幾百年，已經沉澱在威爾斯人的生活和傳統之中，雖然今天這樣的做法已不太普及，但許多男子仍然向喜歡的女孩贈送愛勺作為禮物;而如果自己能夠親手雕刻出一把愛勺，則無疑更能收穫愛情。據介紹，在訂婚、結婚儀式上，在慶祝結婚紀念日甚至過生日時，今天威爾斯人仍有贈送愛勺的習慣。「愛勺」甚至成了威爾斯的象徵。1989年，威爾斯著名木雕家哈里森創作出世界最大的「愛勺」，長達22英尺。18年後，2007年他雕刻出更大的作品，長達44英尺，創下吉尼斯木製愛勺世界紀錄。 此外，威爾斯橄欖球隊每次到國外參加比賽時，最年少的隊員必將「愛勺」佩戴在自己的身上，以突出球隊的「威爾斯元素」。

### 威爾斯詩歌音樂節
可追溯至 12 世紀吟遊詩人文化的威爾斯詩歌音樂節，每年都可看到年輕族人流利且自信地以族語創作、吟唱詩歌。許多奇幻文學的元素如德魯伊文化、紅龍與精靈，也都是威爾斯文化與傳統的一部分。

## 藝術

### 工藝品
愛勺是威爾斯的一種木質勺子工藝品，也是表達愛意的禮物。在威爾斯，愛勺是愛情的象徵，也十分考驗雕工的功力。愛勺設計圖案複雜，每個花紋都有不同的寓意。如馬蹄象徵幸運，十字架則象徵信仰。愛勺的歷史可追溯至17世紀。在東歐和斯堪的那維亞地區，也有類似的工藝品。

## 現況

### 語言政策
在威爾斯，大部分公立學校學生均接受威爾斯語教學，1993年《威爾斯語法案》和1998年《威爾斯政府法案》規定英語和威爾斯語在公部門擁有同等的地位。

### 足球代表隊
2016年，威爾斯首次參加歐洲國家盃決賽周，在不被看好的情況下，奇蹟式的晉級至準決賽，才輸給該屆的冠軍葡萄牙，最終排名第3名，優於另外兩支英倫球隊英格蘭與北愛爾蘭，也是隊史在國際賽最佳的成績。